# Wacky Worlds Creativity Studio
Wacky Worlds Creativity Studio è un videogioco educativo sviluppato da HeadGames e pubblicato da SEGA per la console Sega Mega Drive nel 1994 come spin-off della serie Sonic the Hedgehog. Sonic è presente sia nel gioco che sulla sua copertina. È stato pubblicato per Mega Drive esclusivamente in Nord America; successivamente è stato convertito per personal computer Windows e Mac OS, distribuito da The Learning Company.
L'obiettivo principale del gioco è modificare i sei mondi presentati: il mondo sottomarino, l'isola, la Luna, il castello, il cimitero e la casa. Possono essere modificati con una varietà di adesivi e oggetti animati, tra cui lettere, numeri, musica e altri.
Il gioco è una continuazione ideologica di Art Alive e ne prende in prestito alcune caratteristiche. Il gioco è stato accolto da recensioni contrastanti. Sono stati apprezzati il sistema di gestione e la musica, mentre sono state criticate negativamente le impostazioni e le opzioni limitate.

## Modalità di gioco
Wacky Worlds Creativity Studio è un gioco educativo pensato per bambini in età prescolare e scolare. Il gioco si svolge in sei mondi: il mondo sottomarino, l'isola, la Luna, il castello, il cimitero e la casa. Nella schermata di selezione del mondo, il giocatore controlla Sonic the Hedgehog seduto su un disco volante. L'obiettivo principale del gioco è quello di "ravvivare" il luogo modificandolo in base ai gusti del giocatore. Durante la fase di modifica è necessario posizionare degli adesivi animati che possono presentare varie lettere, numeri e musica. Inoltre è anche possibile cambiare il colore delle immagini o della musica. Il numero di adesivi che possono essere posizionati è praticamente illimitato. È possibile modificare i mondi stessi trascinando, posizionando o inserendo vari oggetti a proprio piacimento dall'apposito inventario.
Oltre a Sonic, il giocatore può incontrare la volpe Tails, il delfino Ecco, protagonista proveniente dalla serie di Ecco the Dolphin, e ToeJam e Earl, che sono apparsi nell'omonimo titolo.
Insieme alla cartuccia per Mega Drive, veniva fornito il controller Mega Mouse, progettato appositamente per questa console, il quale è molto simile a un classico mouse per computer. Mega Mouse presenta quattro pulsanti: "A", "B", "C" e "Start" e consente di posizionare gli adesivi in maniera molto semplice. Nonostante ciò, il gioco funziona anche con un normale controller Mega Drive. 

## Sviluppo
Wacky Worlds Creativity Studio è stato sviluppato da HeadGames ed è considerato una continuazione di Art Alive, poiché presenta uno stile simile. Il titolo è stato concepito anche come concorrente di un altro gioco pubblicato da Nintendo, Mario Paint. Wacky Worlds Creativity Studio è stato il primo gioco per la console Sega Mega Drive parte della linea Sega Club composta da giochi educativi per bambini resi disponibili sia per Mega Drive che per Game Gear.

## Accoglienza
| Testata                            | Versione | Giudizio |
| ---------------------------------- | -------- | -------- |
| GameRankings (media al 06-12-2019) | MD       | 50,00%   |
| AllGame                            | MD       | 3,5/5    |
| Sega-16                            | MD       | 5/10     |

Wacky Worlds Creativity Studio è stato un titolo controverso ma generalmente ben accolto dalla critica. Sull'aggregatore di recensioni GameRankings, aveva una valutazione media del 50%.
Brett Alan Weiss di AllGame ha assegnato al gioco tre stelle e mezzo su cinque lodando la varietà dei mondi e della musica presenti, oltre a dire "anche se non è divertente come collezionare figurine autentiche, i bambini si divertiranno con questo gioco, creando i propri mondi fantastici".
Un recensore del sito web Sega-16 ha assegnato al titolo 5 punti su 10, trovando che il gioco avrebbe deluso la maggior parte dei giocatori. Allo stesso tempo, è stata notato che "per i bambini di età compresa tra i quattro e i sei anni, poteva essere un degno manichino virtuale". Tra i suoi pregi, il critico nominò il buon accompagnamento musicale, in particolare la possibilità di scegliere gli effetti sonori e la colonna sonora del gioco ToeJam & Earl. Tra i suoi difetti vi era il gameplay che venne messo a confronto con quello di Mario Paint, dove il prodotto Nintendo aveva più personalizzazione e libertà d'azione. Alla fine della recensione venne affermato: "Potenziale sprecato, ma suppongo sia meglio fallire e imparare che non aver mai provato affatto".